# 胡汝楫
胡汝楫（1468年—？），陝西寧夏衛軍籍，直隸溧陽縣人，明朝政治人物。

## 生平
弘治八年（1495年）陝西鄉試第二十五名舉人，十八年（1505年），登乙丑科三甲第一百四十二名進士。任襄陵縣知縣。

## 家族
祖籍應天府溧陽縣，曾祖父胡士真，祖父胡雄因犯罪遣戍寧夏。父親胡璉，贈戶部署郎中。母陳氏（封宜人）。慈侍下。兄汝礪，知府；弟汝霖、汝明（義官）、汝翼。
兄胡汝礪，官至兵部尚書。